# Moteur Série-R British Leyland
Le moteur Série-R est un moteur thermique automobile à combustion interne, fabriqué par British Leyland entre mars 1983 et juillet 1984. Il remplace temporairement le Série-E de chez British Motor Corporation et est rapidement remplacé par le British Leyland Série-S.

## Historique et conception
Ce moteur est une version légèrement modifiée du moteur BMC Série-E installés précédemment dans les Austin Maxi et Allegro. Le BL Série-R est un moteur destiné à remplacer le Série-E temporairement et eut une très courte série de production qui a duré à peine deux ans. British Leyland travaillait sur une version plus améliorée de la Série-E, la Série-S, mais celui-ci n'était pas prêt à temps pour la production. Le lancement de la Série-R avait déjà très retardé la production de l'Austin Maestro. British Leyland a été forcée de commercialiser cette dernière avec le groupe motopropulseur à moitié développé, ce qui a coûté cher à l'entreprise. Les Maestros équipés de la Série-R ont rapidement acquis une réputation pour de multiples problèmes. Celui-ci avait des difficultés de démarrage à chaud, les faiblesses du joint de culasse (endémiques à la Série-E également), et une défaillance prématurée du vilebrequin. Le moteur BMC Série-E était installé avec la boîte de vitesses vers l'avant de la voiture dans lequel il était afin d'accueillir une transmission très proche de l'avant (identique à la Renault 5), mais le moteur Série-R a été tourné à 180 degrés dans la Maestro avec le carburateur très proche de l'avant de la voiture, ce qui a également conduit à une réputation de givrage du carburateur par temps froid.
Les principales différences, par rapport à l'ancien moteur, résident dans le carter et la fixation de montage de la boîte de vitesses : comme indiqué plus haut, le BL Série-R a été tourné à 180 degrés afin d'installer la boîte de vitesses après le moteur et non avant. Ce dernier conserve l'alésage de la Série-E de 76,2 mm avec une course plus longue de 87,6 mm ; sa cylindrée est donc légèrement plus importante et passe de 1 485 cm3 (1,5 L) à 1 598 cm3 (1,6 L).
Comme pour le BMC Série-E, ce moteur possède un bloc en fonte et une tête en aluminium ; les cylindres sont siamois pour s'adapter aux plus gros cylindres d'alésage possible. Les chambres de combustion étaient de conception Weslake.
Contrainte
Comme la plupart des voitures Austin/Rover d'avant 1989, ce moteur ne peut pas fonctionner à l'essence sans plomb sans que la culasse ne soit convertie (réusinage de la culasse), ou sans l'utilisation d'additifs pour carburant. Les additifs pour carburant de remplacement du plomb testés et approuvés par la FBHVC (Federation of British Historic Vehicle Clubs) ne coûtent que quelques centimes par litre.

## Performances
Le carburateur de la version classique était un simple Venturi simple-corps avec un starter électronique automatique, tandis que la version sportive a reçu deux carburateurs jumeaux Weber 40 DCNF et aucun des composants électroniques d'économie de carburant.
| Moteur     | Cylindrée         | Performance                   | Couple                 |
| ---------- | ----------------- | ----------------------------- | ---------------------- |
| BL Série-R | 1 598 cm3 (1,6 L) | 60 kW (81 ch) à 5 500 tr/min  | 123 N m à 3 500 tr/min |
| BL Série-R | 1 598 cm3 (1,6 L) | 76 kW (104 ch) à 6 000 tr/min | 136 N m à 3 500 tr/min |

## Utilisation
|                     |  |                  |
| Austin Maestro 1.6. |  | MG Maestro 1600. |

Le moteur British Leyland Série-R a été utilisé uniquement pour l'Austin Maestro et sa variante sportive :
- Austin Maestro 1.6 (03/1983 - 07/1984) - carburateur simple-corps Venturi - boîte de vitesses manuelle quatre rapports British Leyland (81 ch).
- MG Maestro 1600 (03/1983 - 07/1984) - deux carburateurs jumeaux Weber 40 DCNF - boîte de vitesses manuelle quatre rapports British Leyland (104 ch).